# Sven-Erik Fryklund
Sven-Erik Fryklund, född 5 juni 1921 i Jakobs församling, Stockholm, död 22 april 2003 i Lidingö, var en svensk arkitekt.
Sven-Erik Fryklund utbildade sig bland annat på Carl Malmstens verkstadskola i Stockholm. Han har formgivit bland andra pinnstolarna Lilla Åland samt Haga för Hagafors Stolfabrik. Han har också utformat en korridorvägg i Vällingby skola 1954 tillsammans med Egon Möller-Nielsen, Elis Eriksson och Anders Liljefors. Fryklund är begravd på Lidingö kyrkogård.